# Иван Васильевич (княжич смоленский)
Иоа́нн Васи́льевич — княжич, сын Василия Ивановича и племянник Святослава Ивановича смоленского. В 1375 году с великим князем Дмитрием Донским ходил на тверского князя Михаила Александровича, а в 1380 году находился в собственном полку Дмитрия Донского на Куликовом поле.
Погиб в 1386 году в битве с литовцами на реке Вихре, близ Мстиславля, к которому ходил в войсках своего дяди, смоленского князя Святослава Ивановича, «занеже Мстиславль преже того был город смоленский, но Литва отняла». Этот князь, подобно своему отцу, в некоторых родословных называется князем селеховским, вероятно — по главному селению своих удельных владений. Горским А. А. называется князем вяземским.